# Eugenie C. Scott

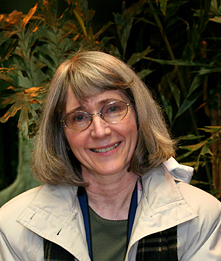
Eugenie Scott

Eugenie Carol Scott (* 24. Oktober 1945 in Wisconsin) ist eine US-amerikanische Humanbiologin und war von 1987 bis 2014 Direktorin des National Center for Science Education (NCSE). Außerdem ist sie eine prominente Kritikerin von Junge-Erde-Kreationismus und Intelligent Design.

## Akademische Karriere
Eugenie Scott wuchs in Wisconsin auf. Sie interessierte sich zum ersten Mal für Biologie, als sie das Schulbuch ihrer Schwester las. Sie erwarb einen Bachelor und Master der Wissenschaften an der University of Wisconsin–Milwaukee, denen ein Ph.D. der University of Missouri folgte. Sie ging 1974 an die University of Kentucky als Humanbiologin und begann kurz darauf eine Debatte mit ihrem Mentor James A. Gavan und dem Junge-Erde-Kreationisten Duane Gish, der ihr Interesse an der Kontroverse der Entstehung der Erde weckte. Nach ihm benannte sie die Debattiertechnik Gish-Galopp, in schneller Folge geäußerte Halbwahrheiten und Falschaussagen, die das Gegenüber in ständigen Erklärungszwang bringen. Außerdem lehrte sie an der University of Colorado und der California State University in Hayward. Ihre Forschungsarbeiten konzentrierten sich auf Medizinische Anthropologie und Skelettbiologie.
1980 protestierte Scott, um zu verhindern, dass Kreationismus an öffentlichen Schulen in Lexington, Kentucky gelehrt wird. Aus diesem kleinen Erfolg in Kentucky und anderen Staaten entstand 1981 das National Center for Science Education. 1987 wurde sie zur Direktorin berufen, in dem Jahr, in dem das Lehren des Kreationismus an öffentlichen Schulen in Amerika von dem Supreme Court in Edward v. Aguillard für illegal erklärt wurde.
Scott und ihr Ehemann, Thomas C. Sager, ein Jurist, haben eine Tochter und leben in Berkeley, Kalifornien.

## Akademische Anerkennung
1993 ehrte die University of Missouri Scott als eine ausgezeichnete Studentin. 1994 wurde sie zur California Academy of Sciences berufen. Sie agierte von 2000 bis 2002 als Präsidentin der American Association of Physical Anthropologists, dann wurde sie als Partner der American Association for the Advancement of Science ausgewählt und bekam einen Lehrstuhl angeboten. Außerdem ist sie ein Mitglied von Sigma Xi.
Scott erhielt viele Preise von akademischen Organisationen. 1999 bekam sie den Bruce Alberts Award von der American Society for Cell Biology, 2001 den Preis für öffentliche Dienste von der Geological Society of America, denselben Preis dann 2002 vom National Science Board für „her promotion of public understanding of the importance of science, the scientific method, and science education and the role of evolution in science education“ (zu deutsch etwa: „für ihre Promotion über das öffentliche Verständnis von Wissenschaft, der wissenschaftlichen Methode, wissenschaftliche Bildung und die Rolle der Evolution in dieser.“) Im selben Jahr zeichnete das American Institute of Biological Sciences sie für den ersten Outstanding Service Award aus, außerdem den Margaret Nicholson Distinguished Service Award von der California Science Teachers Association. Die National Association of Biology Teachers verlieh ihr 2005 die ehrenamtliche Mitgliedschaft. 2006 wurde ihr der Anthropology in the Media Award von der American Anthropological Association zuerkannt, für „the successful communication of anthropology to the general public through the media“ (auf Deutsch: „für ihre erfolgreiche Kommunikation mit der Öffentlichkeit über die Anthropologie durch die Medien)“. 2007 wurden Scott und Kenneth R. Miller gemeinsam mit dem Outstanding Educator’s Award vom Exploratorium ausgezeichnet.
Des Weiteren erhielt sie 2003 den Ehrendoktor von der McGill University, 2005 von der Ohio State University, 2006 vom Mount Holyoke College und ihren Alma Mater von der University of Wisconsin.
2007 wurde ihr der Ehrendoktor von der Rutgers University verliehen, 2008 von der University of New Mexico.
2009 wurde sie die erste Empfängerin des Stephen Jay Gould Prize, der ihr die Society for the Study of Evolution zuerkannte für „devoting her life to advancing public understanding of evolution“ (zu deutsch etwa: „dafür, dass sie ihr Leben dem Fortschritt des öffentlichen Verstehens der Evolution weihte“). 2010 bekam sie die Public Welfare Medal von der National Academy of Sciences.
Am 21. August 2010 wurde Eugenie Scott mit einem Award von der Independent Investigations Group (IIG) geehrt für ihr Mitwirken im Bereich der Skeptik.
Am 9. Oktober 2010 ernannte das Committee for Skeptical Inquiry Scott und andere zu einem Teil ihres Konsils, außerdem begann sie, auf deren Webseite skeptische Magazinartikel zu schreiben.

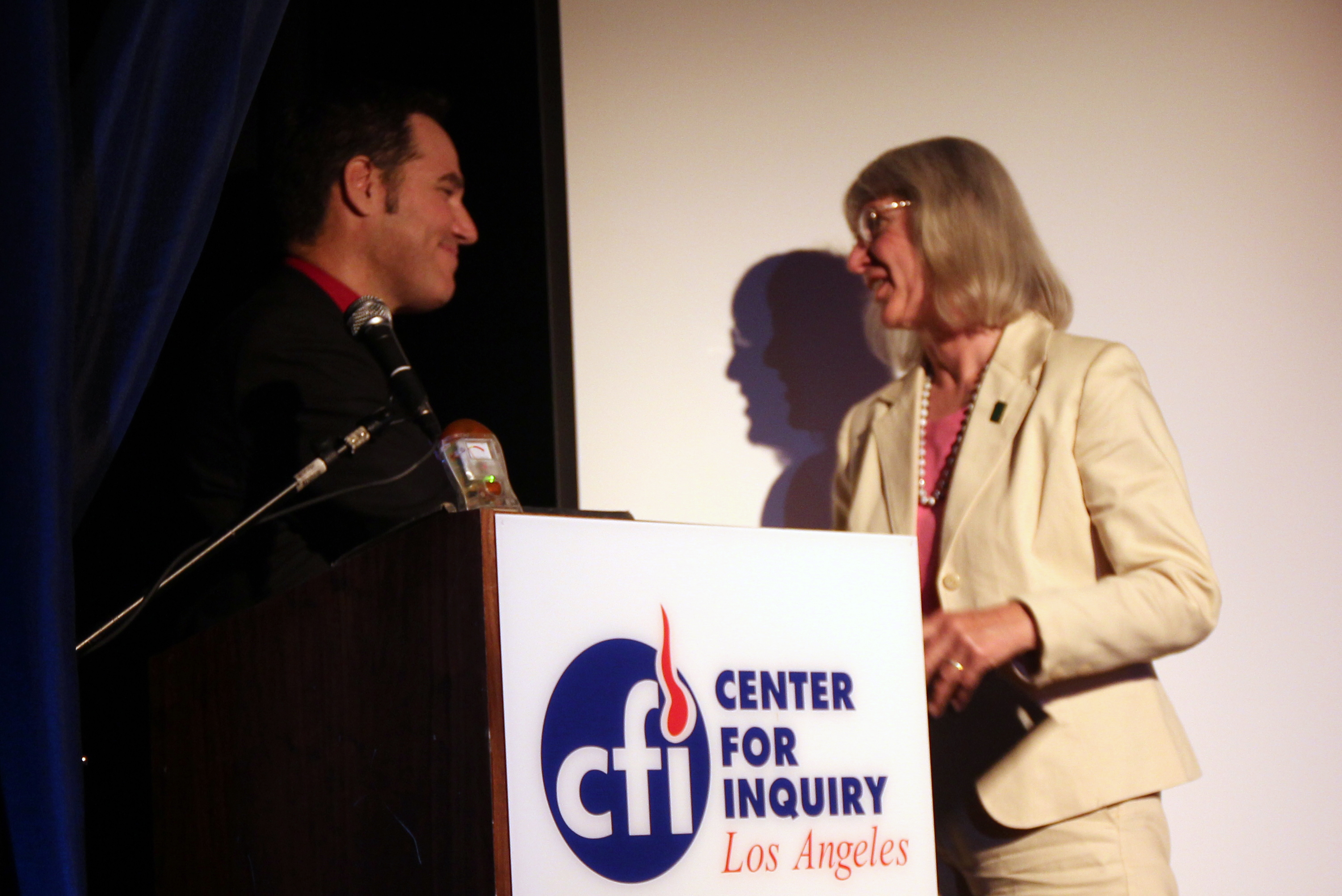
James Underdown Direktor der Center for Inquiry West und Independent Investigations Group (IIG) West verleiht Scott den Award der IIG am 21. August 2010

## Weltanschauung
Scott war zunächst wegen ihrer Mutter und Großmutter Anhängerin von Christian Science, ging jedoch später unter dem Einfluss ihrer Schwester zu einer Freikirche. Sie beschreibt ihren Hintergrund als den der Liberalen Theologie. Derzeit ist Scott Säkulare Humanistin und beschreibt sich selbst als Nontheistin. 2003 schrieb das San Francisco Chronicle: „Scott describes herself as atheist but does not discount the importance of spirituality.“ (zu deutsch: „Scott nennt sich eine Atheistin, ohne die Wichtigkeit der Spiritualität abzutun.“) 2003 unterschrieb sie das dritte Humanist Manifesto (Humanism and Its Aspirations). Außerdem ist sie Partner des Committee for Sceptical Inquiry. 2003 wurde ihr der „Defense of Science Award“ von dem Center for Inquiry verliehen für „her tireless leadership in defending scientific evolution and educational freedom“ (auf Deutsch: „für ihre unermüdliche Leitung der Verteidigung der wissenschaftlichen Evolution und Freiheit der Bildung“).
1998 erhielt Scott den Isaac Asimov Award der Wissenschaft von der American Humanist Association. In ihrer Rede erklärte sie, wie die Aussage, dass Evolution „unbeaufsichtigt“ und „unpersönlich“ sei, von Kreationisten wie Phillip E. Johnson angegriffen wurde und die National Association of Biology Teachers (NABT) dies aufgrund des Druckes der Kreationisten nicht änderte. Scott stimmte mit dem Theologen Huston Smith und dem Philosophen Alvin Plantinga darin überein, dass „unbeaufsichtigt“ und „unpersönlich“ aus der Aussage gestrichen werden sollten.
NCSE selbst nimmt eine neutrale religiöse Position ein, und der Glauben bzw. Nicht-Glauben ihrer Mitglieder variiert stark. Trotzdem wurden sowohl Scott als auch NCSE von Kreationisten kritisiert, „atheistisch“ zu sein.

## Autorschaft
Scott wird zu großen Teilen für die führende Expertin für Kreationismus und Intelligent Design gehalten und für eine ihrer größten Gegner. 2004 wurde ihr Buch Evolution vs. Creatonism: An Introduction vom Greenwood Press veröffentlicht sowie 2005 als Taschenbuch von der University of California Press. Es beinhaltet ein Vorwort von Niles Eldredge.
Zudem gab sie 2006 zusammen mit Glenn Branch die Anthologie Not in Our Classrooms: Why Intelligent Design is Wrong for Our Schools heraus.
Im selben Jahr verfasste sie zusammen mit Jon D. Miller und Shinji Okamoto einen kurzen Artikel über Wissenschaft mit dem Titel Public Acceptance of Evolution. Es ist eine Analyse einer Umfrage über die Akzeptanz der Evolution in den Vereinigten Staaten über die letzten 20 Jahre und vergleicht diese Daten mit anderen Ländern. In dieser Studie hatten die USA die zweitniedrigste Akzeptanz, die nur von der Türkei unterboten wurde. Nichtsdestotrotz sahen die Autoren den steigenden Prozentsatz der Amerikaner, die sich nicht sicher über die Evolution sind, als positiv an und hielten sie deshalb für eben jene „erreichbar“.
Außerdem schrieb sie mit Glenn Branch und Nick Matzke eine Abhandlung über „Die Morphologie des Steve“ (englischer Originaltitel: „The Morphology of Steve“) in den Annals of Improbable Research, die aus dem Project „Steve“ der NCSE entstand.

## Erscheinen in den Medien
David Berlinski, ein Kollege am Discovery Institute, beschreibt Scott als eine Gegnerin, „who is often sent out to defend Darwin“ (zu deutsch: „die oft geschickt wird, um Darwin zu verteidigen“). Scott selbst zieht es vor, sich als „Darwins Golden Retriever“ zu sehen. Ihre Arbeit „requires coping with science illiteracy in the American public“ (zu deutsch: Ihre Arbeit „erfordert, mit dem naturwissenschaftlichen Analphabetismus in der amerikanischen Gesellschaft zurechtzukommen“).
Scott hat zudem ein Profil in Scientific American, The Scientist, im San Francisco Chronicle und dem Stanford Medical Magazine. Sie wurde für Science & Theology News interviewt, für CSICOP, für Church & State und Point of Inquiry. Ihre Kommentare wurden von Science & Theology News veröffentlicht sowie vom Metanexus Institute.
Sie trat außerdem als Vorstandssprecherin in der Dokumentationsserie „Evolution“ von Public Broadcasting Service und WGBH-TV auf.
Scott hat auch an zahlreichen Interviews auf MSNBC und Fox News Channel teilgenommen und debattierte dort mit Kreationisten und Befürwortern des Intelligent Design. So diskutierte sie am 29. November 2004 mit dem Astrophysiker über Answers in Genesis auf CNN. Am 6. Mai 2005 debattierte sie mit Stephen C. Meyer über das Discovery Institute in The Big Story mit John Gibson. Letzteres betraf die Kansas evolution hearings.
2004 wurde das National Center für Science Education von Scott bei Penn & Tellers Fernsehshow Bullshit! repräsentiert, in einer Episode mit dem Titel Kreationismus. Darin veröffentlichte Scott philosophische Sichtweisen über den Kreationismus und die Bewegung des Intelligent Design. „It would be unfair to tell students that there is a serious dispute going on among scientists whether evolution took place“ (zu deutsch: „Es wäre unfair, Schülern und Studenten zu sagen, dass es da eine ernsthafte Diskussion unter Wissenschaftlern gebe, ob die Evolution stattgefunden habe oder nicht“), weil es eine solche Debatte nicht gebe. Außerdem merkte sie an: „a lot of the time the creationists... they'll search through scientific journals and try to pull out something they think demonstrates evolution doesn’t work and there is a kind of interesting rationale behind it. Their theology is such that if one thing is wrong with the Bible you have to throw it all out so that’s why Genesis has to be interpreted literally. They look at science the same way. If one little piece of the evolutionary puzzle doesn’t fit the whole thing has to go. That’s not the way science is done.“ (zu deutsch: „Die meiste Zeit suchen die Kreationisten in Wissenschaftsmagazinen und versuchen etwas zu finden, das ihrer Meinung nach demonstriere, dass die Evolution nicht funktioniert und dahinter steckt eine Art interessantes rationales Grundprinzip. Ihre Theologie besagt, dass wenn eine Sache nicht mit der Bibel übereinstimmt, alles verworfen werden muss und darum muss Genesis wortwörtlich interpretiert werden. Sie schauen auf dieselbe Weise auf die Wissenschaft. Wenn ein kleines Stück des evolutionären Puzzles nicht passt, muss es gänzlich verworfen werden. So funktioniert Wissenschaft nicht.“)
Scott arbeitet außerdem auf dem National Advisory Council der Americans United for Separation of Church and State und der Americans for Religious Liberty. 1999 wurde sie mit dem Hugh M. Hefner First Amendment Award ausgezeichnet „for tirelessly defending the separation of church and state by ensuring that religious neutrality is maintained in the science curriculum of America’s public schools“ (zu deutsch: „für das unermüdliche Verteidigen der Trennung von Kirche und Staat und das Sicherstellen, dass religiöse Neutralität in wissenschaftlichen Fächern in öffentlichen amerikanischen Schulen beibehalten wird“). Des Weiteren wurde sie 2006 als eine von drei Juroren ausgewählt, diese Awards zu vergeben. Scott wurde für den Dokumentarfilm Judgment Day: Intelligent Design on Trial interviewt.

## Politische Ansichten
Nach dem Wahlsieg Donald Trumps bei der Präsidentschaftswahl in den Vereinigten Staaten 2016 nannte Scott die künftige Regierung Trump als die wahrscheinlich feindlichste gegenüber Wissenschaft und wissenschaftlicher Erziehung in Generationen. Sie betonte dabei Ben Carsons und Mike Pence’ Leugnung wissenschaftlicher Tatsachen.

## Bücher
- Eugenie C. Scott: Evolution vs. Creationism: An Introduction. University of California Press, Berkley & Los Angeles, Kalifornien 2004, ISBN 0-313-32122-1
- Eugenie C. Scott & Glenn Branch: Not in Our Classrooms: Why Intelligent Design Is Wrong for Our Schools. Beacon Press, Boston 2006, ISBN 0-8070-3278-6